# The Gazebo
The Gazebo (Brasil: Sem Talento Para Matar ), é um filme estadunidense de 1959, em preto e branco, dos gêneros comédia de humor negro, suspense e policial, dirigido por George Marshall, roteirizado por George Wells, baseado na peça de Alec Coppel, música de Jeff Alexander.

## Sinopse
Casal enterra o corpo de um chantagista sob um novo coreto, em seu quintal suburbano, mas o nervoso marido não permite que o corpo ali permaneça.

## Elenco
- Glenn Ford ....... Elliott Nash
- Debbie Reynolds ....... Nell Nash
- Carl Reiner ....... Harlow Edison
- John McGiver ....... Sam Thorpe
- Mabel Albertson ....... Senhorita Chandler
- Doro Merande ....... Matilda
- Bert Freed ....... Tenente Joe Jenkins
- Martin Landau ....... A. Wellington Broos
- Robert Ellenstein ....... Ben
- Franklyn Farnum  ... Técnico de televisão (não-creditado)
- Rex Lease  ... Gerente do teatro (não-creditado)